# Taygete (måne)
Taygete er en af planeten Jupiters måner: Den blev opdaget den 25. november 2000 af et hold astronomer fra Hawaiis Universitet ledet af Scott S. Sheppard. Lige efter opdagelsen fik den den midlertidige betegnelse Jupiter XX, hvor XX er romertallet for 20, men senere har man vedtaget at opkalde den efter Taygete, som ifølge den græske mytologi er en af Zeus' elskerinder.
Taygete er cirka 5 kilometer i diameter og har en temmelig mørk overflade der kun tilbagekaster 4 % af det lys der falder på den. Lige som de øvrige 16 medlemmer af Carme-gruppen har Taygete en retrograd omløbsbane omkring Jupiter, dvs. den bevæger sig fra øst mod vest på himlen over Jupiter.